# Leptomastidea enigmatica
Leptomastidea enigmatica är en stekelart som först beskrevs av Trjapitzin 1971.  Leptomastidea enigmatica ingår i släktet Leptomastidea och familjen sköldlussteklar. Inga underarter finns listade i Catalogue of Life.